# (7156) Flaviofusipecci
(7156) Flaviofusipecci est un astéroïde de la ceinture principale.

## Description
(7156) Flaviofusipecci est un astéroïde de la ceinture principale. Il fut découvert le 4 mars 1981 à La Silla par Giovanni de Sanctis et Henri Debehogne. Il présente une orbite caractérisée par un demi-grand axe de 2,68 UA, une excentricité de 0,14 et une inclinaison de 11,1° par rapport à l'écliptique.